# Aranđelovo
Aranđelovo (en serbe cyrillique : Аранђелово) est un village de Bosnie-Herzégovine. Il est situé sur le territoire de la ville de Trebinje et dans la république serbe de Bosnie. Selon les premiers résultats du recensement bosnien de 2013, il compte 103 habitants.

## Géographie
Le village d'Aranđelovo est situé près de Lastva à 25 km de Trebinje, au pied de la forteresse médiévale de Klobuk. Son territoire est situé à la frontière entre la Bosnie-Herzégovine et le Monténégro, sur les bords de la rivière Sušica, un affluent de la Trebišnjica.
Il est entouré par les localités suivantes :
|          | Klobuk     |                              |
| Župa     | Aranđelovo | Frontière avec le Monténégro |
| Skočigrm |            | Vučija                       |

## Histoire
Au Moyen Âge, le village était situé sur le territoire de l'ancienne župa de Vrm. À partir du milieu du XIIe siècle, il fait partie des possessions de la dynastie serbe des Nemanjić puis, à partir de 1377, il appartient au royaume de Bosnie de Tvrtko Ier Kotromanić.
Dans le village, l'église Saint-Michel, dont la date de construction est inconnue et qui remonte sans doute à la première moitié du XVIe siècle ou au début du XVIIe siècle, est inscrite sur la liste monuments nationaux de Bosnie-Herzégovine ; elle a été bâtie dans le cimetière orthodoxe, qui abrite 52 stećci, un type particulier de tombes médiévales ; cet ensemble funéraire est également classé.

## Démographie

### Évolution historique de la population dans la localité
| 1948 | 1953 | 1961 | 1971 | 1981 | 1991 | 2013 |
| ---- | ---- | ---- | ---- | ---- | ---- | ---- |
| -    | -    | 129  | 133  | 120  | 114  | 103  |

|  |

## Personnalité
Vlado Šegrt (1907-1991), un Partisan yougoslave et un héros national de la Yougoslavie, est né dans le village.